# Polymixis paradisiaca
Polymixis paradisiaca är en fjärilsart som beskrevs av Charles Boursin 1944. Polymixis paradisiaca ingår i släktet Polymixis och familjen nattflyn. Inga underarter finns listade i Catalogue of Life.